# Sesamia tranquilaris
Sesamia tranquilaris là một loài bướm đêm trong họ Noctuidae.